# Stadsprijs Geraardsbergen 2013
De 82e editie van de Belgische wielerwedstrijd Stadsprijs Geraardsbergen werd verreden op 28 augustus 2013. De start en finish vonden plaats in Geraardsbergen. De winnaar was Nicolas Vereecken, gevolgd door Bert De Backer en Dylan Groenewegen.

## Uitslag
| Stadsprijs Geraardsbergen 2013 |                   |                              |            |
| Plaats                         | Naam              | Ploeg                        | Tijd       |
| Winnaar                        | Nicolas Vereecken | An Post-Chainreaction        | 3u 42' 14" |
| 2                              | Bert De Backer    | Team Argos-Shimano           |            |
| 3                              | Dylan Groenewegen | Cycling Team De Rijke-Shanks |            |
| 4                              | Björn Leukemans   | Vacansoleil-DCM              |            |
| 5                              | Tom Van Asbroeck  | Topsport Vlaanderen-Baloise  |            |
| 6                              | Wesley Kreder     | Vacansoleil-DCM              |            |
| 7                              | Daniel Barry      | Node4-Giordana Racing        |            |
| 8                              | Yu Takenouchi     | Colba-Superano Ham           |            |
| 9                              | Zico Waeytens     | Topsport Vlaanderen-Baloise  |            |
| 10                             | Kevyn Ista        | IAM Cycling                  |            |

1912 · 1913 · 1914–1926 · 1927 · 1928–1932 · 1933 · 1934 · 1935 · 1936 · 1937 · 1938 · 1939 · 1940 · 1941 · 1942 · 1943 · 1944 · 1945 · 1946 · 1947 · 1948 · 1949 · 1950 · 1951 · 1952 · 1953 · 1954 · 1955 · 1956 · 1957 · 1958 · 1959 · 1960 · 1961 · 1962 · 1963 · 1964 · 1965 · 1966 · 1967 · 1968 · 1969 · 1970 · 1971 · 1972 · 1973 · 1974 · 1975 · 1976 · 1977 · 1978 · 1979 · 1980 · 1981 · 1982 · 1983 · 1984 · 1985 · 1986 · 1987 · 1988 · 1989 · 1990 · 1991 · 1992 · 1993 · 1994 · 1995 · 1996 · 1997 · 1998 · 1999 · 2000 · 2001 · 2002 · 2003 · 2004 · 2005 · 2006 · 2007 · 2008 · 2009 · 2010 · 2011 · 2012 · 2013 · 2014 · 2015 · 2016 · 2017 · 2018 · 2019 · 2020 · 2021 · 2022